# ويليام هنري غيلدر
ويليام هنري غيلدر (بالإنجليزية: William Henry Gilder)‏ هو صحفي أمريكي، ولد في 16 أغسطس 1838، وتوفي في 1900.